# Horloge

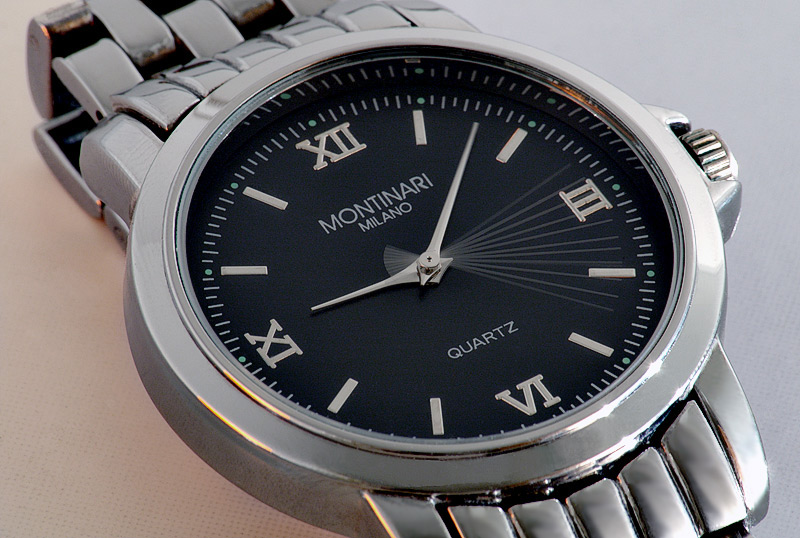
Een polshorloge

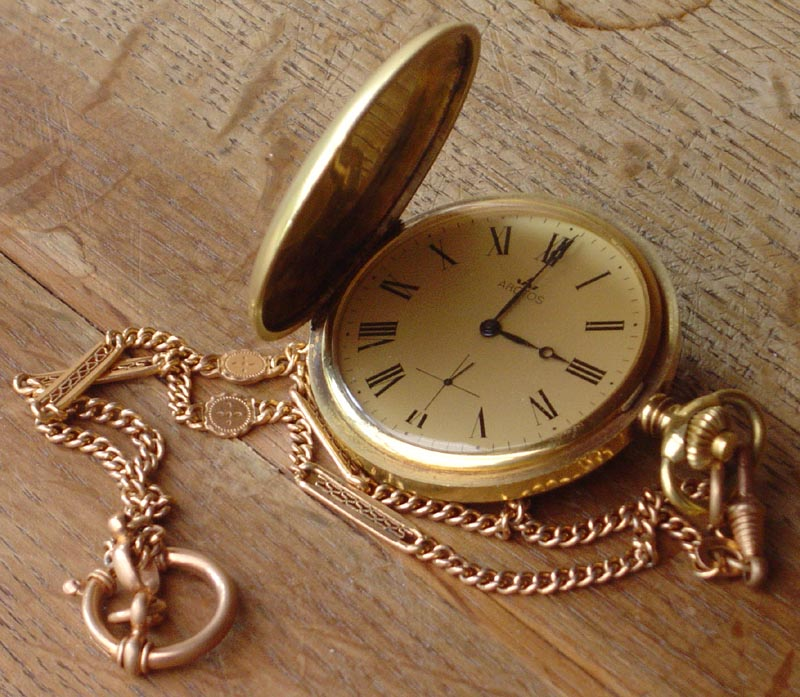
Een zakhorloge

Een horloge is een uurwerk of klok. Het woord horloge is afkomstig uit het Frans. Het woord wordt in het Nederlands vrijwel alleen gebruikt voor een klein, draagbaar uurwerk. In het Frans daarentegen wordt met horloge een vast opgestelde klok bedoeld, terwijl een draagbaar uurwerk een montre heet. In dit artikel wordt alleen het draagbare uurwerk besproken.
Naast de tijd tonen sommige horloges ook de dag, datum, maand en jaar. Vóór de 20e eeuw waren de meeste horloges zogenaamde (vest)zakhorloges of savonettes (zakhorloge met springdeksel), die zoals de naam aangeeft in een (vest)zak werden gedragen. Meestal waren deze voorzien van een ketting. Het polshorloge maakte zijn opmars vanaf het begin van de 20e eeuw.

## Geschiedenis

### De noodzaak voor draagbare klokken
In de 15e eeuw ontstond de behoefte aan een nauwkeurig uurwerk om op zee te kunnen navigeren. De breedtegraad kan eenvoudig en betrouwbaar worden bepaald aan de hand van de hoogte van sterren boven de horizon, maar de lengtegraad was alleen meetbaar door het vergelijken van de lokale tijd. Door het vergelijken van de lokale tijd met de standaardtijd van een Europese meridiaan (meestal Parijs of Greenwich) kon een zeeman bepalen hoe ver hij oostelijk of westelijk van deze meridiaan was verwijderd. Deze meting was soms verre van accuraat waardoor de meeste land- en zeekaarten van de 15e eeuw tot ongeveer 1800 wel precieze breedtegraden maar onjuiste lengtegraden hebben. Als de klok een minuut verkeerd staat, betekent dat in de tropen al een afwijking van 28 kilometer. Een nauwkeurig uurwerk (chronometer) was dan ook een belangrijk navigatie-instrument. Dat uurwerk mocht bovendien niet gevoelig zijn voor de schommelingen van het schip. Die laatste eis gold ook voor horloges.

### De eerste horloges
De voorloper van het horloge is de quadrans. De eerste enigszins betrouwbare mechanische klokken werkten met een slinger. Omdat hierbij de klok stil moet hangen of staan, is zo'n klok niet bruikbaar op zee of in horloges. De uitvinding van het veermechanisme was cruciaal voor draagbare klokken. De Duitser Peter Henlein uit Neurenberg maakte tussen 1504 en 1508 de eerste draagbare klok met een veermechanisme. Het kostte Henlein tien jaar om het te ontwikkelen. De doorbraak kwam met Henleins uitvinding van de balansveer. Zijn klokken kunnen worden gezien als de eerste horloges. Ze werden gedragen aan de riem of om de nek met een ketting. In plaats van de latere ronde vorm, maakte Henlein de behuizing ovaal. Ze werden dan ook Neurenbergse eieren genoemd. Ze waren alleen voorzien van een uurwijzer, het mechanisme was nog te onnauwkeurig voor een minutenwijzer. De onnauwkeurigheid had meerdere oorzaken. Het uurwerk werkte voornamelijk goed als het plat op een tafel lag en de balans horizontaal kon bewegen. Verder ondervond het horloge wrijving door de gebrekkige wijze waarop de tandwielen en andere onderdelen van het horloge waren afgewerkt. Dit maakte dat het horloge een stijve hoofdveer nodig had omdat de wrijving moest worden overwonnen. Zo'n hoofdveer oefende meer kracht uit als hij volledig was opgewonden waardoor het horloge dan te snel liep.

### De horloges gelijk laten lopen
Het grootste probleem waar de horlogemakers van die tijd dan ook mee kampten was om de horloges niet alleen te laten lopen, maar ook om ze gelijk te laten lopen. De Zwitserse mecanicien Jacob Zech wierp zich op dit probleem en kwam in 1525 met een oplossing. Deze oplossing werd nog verbeterd door een andere Zwitser met de naam Gruet. De uitvinding bestond uit de snek, een mechanisme dat een grote weerstand leverde als de veer strak opgewonden was. Terwijl de veer afliep draaide het mechanisme mee, waardoor de weerstand minder werd. De krachten die werden uitgeoefend op het daadwerkelijke tijdmechanisme bleven zo gelijk. In plaats van een sieraad werd een horloge nu een apparaat waarmee echt de tijd kon worden aangeduid. De vraag naar Zwitserse horloges nam toe en veel handwerklieden maakten kleine onderdelen die vervolgens door een producent werden samengevoegd tot horloges.
Hierna duurde het nog lange tijd voor er verdere verbeteringen aan het horloge werden aangebracht. Rond 1550 werden schroeven gebruikt en werden de tandwielen van koper gemaakt. Koper was makkelijker te bewerken dan ijzer en dus konden de tandwielen fijner worden bewerkt. Af en toe verscheen een horloge met een minutenwijzer. Maar het horloge was niet voor de gewone man. Omdat elk horloge met de hand moest worden gemaakt, waren ze zeer kostbaar. Daarbij kwam dat in die tijd op vele manieren de tijd kon worden afgelezen. Kerktorens waren nog de hoogste gebouwen in een stad en dus goed zichtbaar - een ideale plaats voor een openbaar uurwerk. Bovendien had een gemeenschappelijk uurwerk het voordeel dat iedereen op dezelfde klok keek, zodat het niet zo belangrijk was of de tijd wel precies juist was. 's Nachts werd de tijd (op hele uren) omgeroepen door wachtlieden, de voorlopers van de hedendaagse politie. Het bezit van een horloge was dan ook een statussymbool voor de drager ervan.

### Nog nauwkeuriger
Voordat horloges echt konden worden gebruikt als hulpmiddel bij het navigeren moesten ze nog veel nauwkeuriger worden gemaakt. Normale klokken waren zo precies doordat ze gebruikmaakten van een slinger. Rond het jaar 1675 kwamen de Engelsman Robert Hooke en de Nederlander Christiaan Huygens afzonderlijk op hetzelfde idee. Ze maakten een constructie waarbij de veer een balanswiel heen en weer liet draaien. Eenzelfde soort heen en weer gaande beweging als een slinger maakt. Het zou nog bijna 100 jaar duren voordat dit principe algemeen werd toegepast. Dit had verschillende oorzaken. Het fabriceren van de onderdelen was nog steeds handwerk en ook kennisoverdracht verliep toen veel moeilijker. De kennisoverdracht ging zelfs zo langzaam dat ene Julien Le Roy 100 jaar later dezelfde ontdekking deed, zich niet bewust dat zijn uitvinding al 100 jaar oud was.
Een andere aanvulling op het horloge werd gemaakt in 1704. De Zwitser Nicholas Facio, werkzaam in Londen, ging gebruikmaken van edelstenen in horloges. Deze stenen werden niet gebruikt ter versiering, maar voor het opheffen van wrijving in het uurwerk en om de duurzaamheid te vergroten. Veelal worden hiervoor robijnen of saffierkristallen gebruikt. In plaats van draaiende onderdelen in een metalen omhulsel te laten draaien, wordt een heel klein gaatje geboord in de steen. Het metalen onderdeel ondervindt veel minder wrijving en er is dus veel minder olie nodig in het horloge. Door de hardheid van de edelstenen treedt er bovendien veel minder slijtage op aan de draaiende onderdelen.
Om ervoor te zorgen dat klokken nauwkeurig genoeg werden om gebruikt te kunnen worden voor navigatie op zee loofde het Engelse parlement een prijs uit van 20.000 pond voor de klokkenmaker die dit voor elkaar kreeg. De prijs werd in 1762 gewonnen door de Engelsman John Harrison, wiens horloge op een reis van 5 maanden maar 1 minuut en 4 seconden afweek. Het mechanisme was zo ingewikkeld dat hij zijn uitvinding eerst te boek moest stellen zodat andere horlogemakers er ook wat aan zouden hebben. Na deze grote stap voorwaarts kwamen er nog kleine verbeteringen bij, onder andere van de Amerikaan Thomas Mudge en de Zwitser Abraham Louis Breguet. Zie ook onrust (uurwerk).
Vervolgens werkten zowel Franse als Zwitserse horlogemakers aan het reduceren van de wrijving. Dit zorgde ervoor dat de snek van Gruet uit de horloges kon worden verwijderd. Al snel werd elk horloge op deze manier gemaakt, alleen de Engelsen bleven de oude manier nog lang vasthouden. Dit kostte hen het aanzien dat zij hadden als horlogemakers.

### Het polshorloge
Het polshorloge werd in 1810 uitgevonden door Breguet na een bestelling op 8 juni van dat jaar van Caroline Bonaparte, koningin van Napels. Derhalve werd het toentertijd voornamelijk gezien als vrouwensieraad. Echter, in 1790 vermeldt een rekeningenboek van de Geneefse horlogemakers Jacquet-Droz en Leschot al een horloge dat bevestigd werd aan een (vrouwen)armband. Aan het begin van de 20e eeuw ondervond de Braziliaanse uitvinder Alberto Santos-Dumont problemen met het aflezen van de tijd als hij vloog. Hij vroeg aan Louis Cartier, een bekende van hem, om een horloge dat makkelijker te gebruiken was. Cartier gaf hem een horloge met een leren horlogeband. Gezien de populariteit die Cartier genoot in Parijs, verkocht hij ook andere van deze horloges aan mannen. Tijdens de Eerste Wereldoorlog kwamen officieren in het leger erachter dat het makkelijker was om snel een blik op het polshorloge te werpen, dan om een zakhorloge tevoorschijn te halen. Daarbij kwam dat een steeds groter aantal officieren sneuvelden in de strijd. Zij werden vervangen door soldaten die geen zakhorloges hadden. De soldaten hadden geen financiële middelen om een zakhorloge te kopen en waren dus afhankelijk van wat het leger hun aanbood als horloge. Dit samen met de toenemende behoefte van de verschillende legeronderdelen om op dezelfde tijdstippen hun acties uit te voeren, zorgde ervoor dat het leger hun officieren voorzag van betrouwbare, maar goedkope, in massa geproduceerde horloges. Na de oorlog mochten de Europese en Amerikaanse officieren hun horloges houden, hiermee droegen zij bij aan het populairder worden van de polshorloges. 
Tegenwoordig is er veel onduidelijkheid over om welke arm het polshorloge gedragen moet worden.  De meerderheid van de horlogedragers is rechtshandig en draagt het horloge om de linkerpols. Daarnaast wordt het polshorloge om de linkerpols gedragen om schokken te voorkomen van de rechterhand die meestal meer gebruikt wordt.

### Een nieuw tijdperk
De horloges zoals die rond 1800 werden gemaakt, wijken niet veel af van de mechanische horloges die vandaag de dag worden gemaakt. De eerste grote verandering vond plaats in het midden van de 20e eeuw. In 1957 werd een elektrisch horloge gemaakt. In plaats van een veer voorzag een batterij het mechanisme van de kracht om de wijzers rond te draaien. In de jaren 60 werden de eerste kwartshorloges geproduceerd, deze maakten gebruik van een oscillerend kwartskristal als tijdgever.

## Soorten horloges
Het is mogelijk om horloges op meerdere manieren te rubriceren. Er kan bijvoorbeeld worden gekeken naar de techniek (mechanisch of kwarts) of naar de wijze van tijdaanduiding (analoog of digitaal).

### Mechanisch
Van oudsher zijn horloges mechanisch geweest en sinds de jaren 90 van de 20e eeuw zijn deze horloges weer in trek bij de consument. Als een mechanisch horloge meer functies biedt dan alleen tijdaanduiding wordt zo'n horloge een 'gecompliceerd' horloge genoemd. Een functie wordt een complicatie genoemd.
Voorbeelden van complicaties zijn:
- Datumaanduiding
- Weekdagaanduiding
- Maandaanduiding
- Jaaraanduiding
- Eeuwigdurende kalender
- Maanstand
- Zonnestand
- Stopwatch
- Rattrapante
- Chronometer
- Tweede tijdzone
- Zelfopwindend mechanisme (aangeduid met de term automaat)
- Aanduiding voor gangreserve
- Wekker
- Tourbillon
- Repetitiewerk
- Tachymeter

Mechanische horloges zijn over het algemeen analoge horloges, de tijdaanduiding geschiedt met wijzers. Er zijn maar enkele mechanische horloges waarop de tijd met cijfers wordt aangeduid. Meestal wordt dan alleen het uur aangeduid met cijfers. De aanduidingen op de wijzerplaat worden keilen genoemd.
Als een automaat niet wordt gedragen, kan deze worden geplaatst in een horlogeopwinder zodat het horloge blijft lopen.

### Kwartshorloges

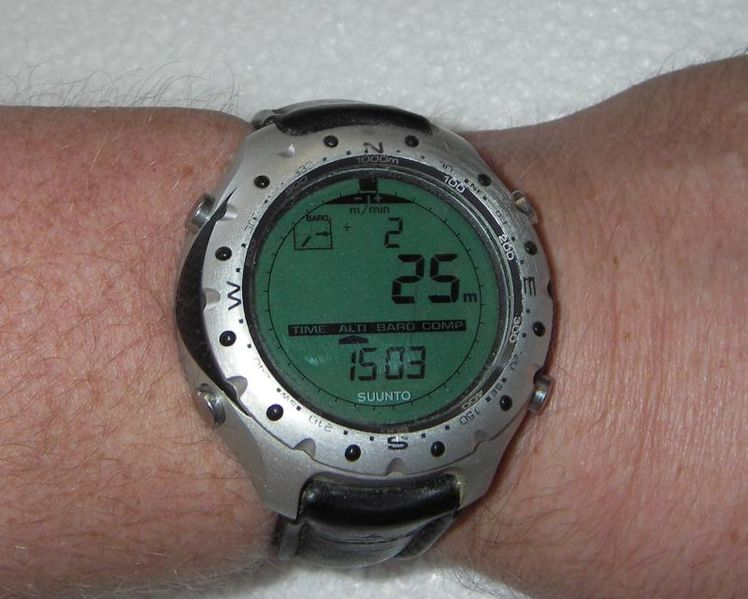
Suunto X-lander

Een kwartshorloge is een elektronisch horloge dat gebruikmaakt van een kwartskristal als hart van de tijdmeting. Met kwartskristallen kan een zeer stabiele trilling opgewekt worden. Dit trillingsgetal, ook wel frequentie genoemd, is vooraf bekend. Door het aantal trillingen te tellen weet men wanneer een bepaalde tijd verstreken is. Heeft men bijvoorbeeld een kristal van 1 MHz dan is na 1 miljoen trillingen een seconde verstreken.
De meeste kwartskristallen voor horloges hebben een frequentie van 32 768 Hz. Deze trilling wordt door het IC steeds gedeeld, totdat uiteindelijk een frequentie van 1 Hz overblijft. Vervolgens wordt de trilling omgezet in een digitaal signaal. Deze puls wordt dan door een spoel geleid, die daardoor magnetisch wordt. Hierdoor wordt een rotor aangedreven. Deze rotor drijft een mechanisch binnenwerk aan, dat de wijzers laat draaien.
De eerste modellen werden gemaakt in 1964 door het CEH onderzoekslaboratorium in Zwitserland. Het eerste kwartshorloge in productie was van Seiko, de 35 SQ Astron in 1969. Er zijn verschillende mogelijkheden waarop dit type horloge van energie wordt voorzien. De batterij is waarschijnlijk de meest gebruikte, maar ook is het mogelijk om energie te krijgen door middel van zonne-energie (ook wel lichtenergie), of kinetische energie (door middel van beweging). De bekendste horloges op lichtenergie zijn de Eco-Drive horloges door Citizen geïntroduceerd in 1995 en de Solar horloges door Seiko. Een weinig gebruikte krachtbron maakt gebruik van het temperatuursverschil tussen de drager en de omgeving.
Kwartshorloges zijn er zowel in analoge (met wijzers) als digitale uitvoering (met cijfers). Ook zijn er kwartshorloges met beide mogelijkheden.
Digitale kwartshorloges hebben in aanvulling op de tijdsaanduiding vaak aanvullende functies. Meestal zijn dit een datumaanduiding, alarm, chronograaf en/of chronometer. Ook zijn er horloges met een calculator, databank, stappenteller, gps-functie, tachymeter, wekker of computerspelletjes. Bergsporters hebben vaak een horloge met hoogtemeter, thermometer en kompas, bijvoorbeeld zoals afgebeeld op de foto hiernaast.
Er zijn ook horloges die zichzelf met een DCF77 ontvanger gelijk kunnen zetten (radiocontrolled). Deze zijn al sinds 1983 op de markt, maar pas sinds begin 21e eeuw is dit gemeengoed aan het worden voor de consument. Omdat dit vrij veel energie vraagt gebeurt dit gelijkzetten maar een paar keer per dag, zonder ontvangst loopt het horloge op een kwartskristal verder. Het horloge is daarmee zeer nauwkeurig, en ook de zomertijd wordt automatisch ingesteld.
Hoewel horloges met kwartsmechanisme zeer goedkoop kunnen worden gemaakt en ook goedkope exemplaren een zeer grote nauwkeurigheid kunnen hebben (in de orde van grootte van een seconde afwijking per dag), zijn duurdere volledig mechanische horloges nog steeds in trek bij de consument. Door de techniek en het handwerk worden mechanische horloges door veel mensen als statussymbool gezien. Na de introductie van kwartshorloges zorgden deze wel voor een val van veel Zwitserse horlogemerken, dit wordt wel de kwartscrisis genoemd.

## Bescherming tegen lekkages
Een horloge kan lek gaan wanneer het niet op de juiste manier wordt gebruikt. Een indicatie voor juist gebruik is de waterdichtheid.

### Waterdichtheid
De standaard merkhorloges hebben verschillende keurmerken voor waterdichtheid:
- 3 ATM / 30 meter (water resistant / water sealed): Dit betekent dat het horloge bestendig is tegen regen en spatwater.
- 5 ATM / 50 meter (waterproof): Dit betekent dat er met het horloge kan worden gedoucht of gezwommen, mits er geen grote temperatuurverschillen optreden. Het product is echter ongeschikt voor snorkelen en duiken met perslucht.
- 10 ATM / 100 meter (waterproof): Dit betekent dat het horloge geschikt is voor de meeste vormen van watersport, zoals zwemmen, zeilen en snorkelen in ondiep water. Het is echter ongeschikt voor torenspringen of duiken met perslucht. Er moet wel opgepast worden voor grote temperatuurverschillen.

### Temperatuurverschillen
Zeker tijdens de vakantieperiode kunnen temperatuurverschillen een verraderlijke factor vormen, die veel lekkages veroorzaken bij zogenaamde waterdichte horloges. Een 'waterdichte' kast die geschikt is om dagelijks mee te douchen, kan bijvoorbeeld vollopen met water wanneer er op vakantie mee gezwommen wordt.
De oorzaak hiervoor is als volgt:
Wanneer er met het horloge om gedoucht wordt, is de temperatuur van het water (ca. 35-40 graden) ongeveer gelijk aan die van de horlogekast. Wanneer het horloge echter wordt opgewarmd in een tropisch klimaat, kan de temperatuur van de kast oplopen tot 50 graden Celsius. Komt het horloge vervolgens in aanraking met zwembad- of zeewater met een temperatuur van 20 tot 25 graden Celsius, dan krijgt de horlogekast een enorme klap door het temperatuurverschil. Een kast die niet speciaal geconstrueerd is voor zulke omstandigheden, kan dan gaan lekken en vol water lopen.

## Trivia
In 2013 werd in Zutphen een horloge uit circa 1300 aangetroffen; een van de oudste horloges van Noord-Europa. Dit type horloge, oorspronkelijk ontwikkeld door de Arabieren, werd quadrans genoemd, en werkt als een soort mini-zonnewijzer, waarmee men naast het meten van de tijd ook de breedtegraad kan meten.

## Weergave

### Digitaal
Digitale LED-horloges waren erg duur en onbereikbaar voor de gewone consument tot 1975, toen Texas Instruments begon met de massaproductie van LED-horloges in een plastic behuizing. Deze horloges, die voor het eerst werden verkocht voor slechts 20$, teruggebracht tot 10$ in 1976, zagen Pulsar 6$ miljoen verliezen en het merk Pulsar werd verkocht aan Seiko.
Een probleem met Liquid Crystal Displays is dat ze gepolariseerd licht gebruiken. Als de gebruiker bijvoorbeeld een gepolariseerde zonnebril draagt, kan het horloge moeilijk te lezen zijn omdat het polarisatievlak van het scherm ongeveer loodrecht staat op dat van de bril. Als het licht dat het scherm verlicht, gepolariseerd is, bijvoorbeeld als het uit een blauwe lucht komt, kan het scherm moeilijk of onmogelijk te lezen zijn.

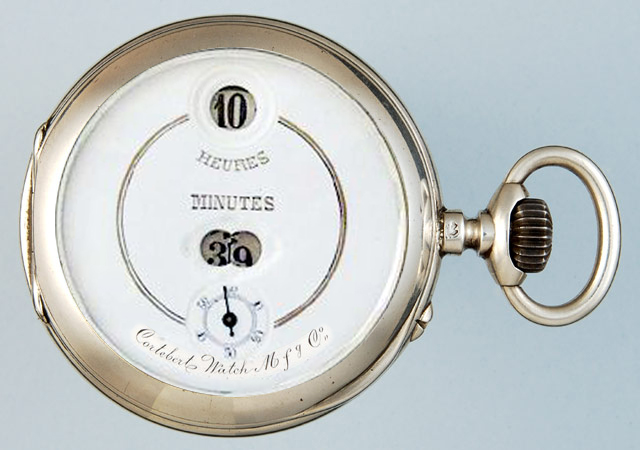
Cortébert digitaal mechanisch zakhorloge (1890)
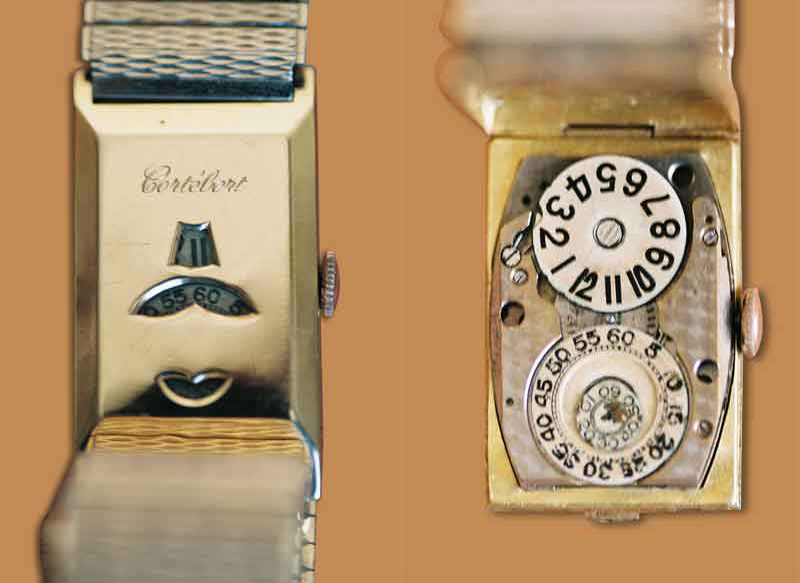
Cortébert digital mechanical wristwatch (1920s)